# Ryeoun
Go Yoon-hwan (tiếng Hàn: 고윤환; sinh ngày 26 tháng 8 năm 1998), được biết đến nhiều hơn với nghệ danh Ryeoun ( 려운 ), là một nam diễn viên người Hàn Quốc. Anh được biết đến nhiều nhất qua các vai diễn trong 18 Again (2020), The World of My 17 (2020), Adult Trainee (2021) và Twinkling Watermelon (2023).

## Danh sách phim

### Phim truyền hình
| Năm       | Tên phim                       | Vai           | Ref.  |
| --------- | ------------------------------ | ------------- | ----- |
| 2017      | You Are Too Much               | Lee Kyung-soo | [ 2 ] |
| 2017      | Temperature of Love            | Youngest Cook | [ 2 ] |
| 2019      | Doctor Prisoner                | Han Bit       | [ 3 ] |
| 2020      | 365: Repeat the Year           | Nam Sun-woo   | [ 4 ] |
| 2020      | 18 Again                       | Hong Shi-woo  | [ 5 ] |
| 2020–2021 | Homemade Love Story            | Lee Ra-hoon   | [ 5 ] |
| 2022      | Through the Darkness           | Jung Woo-ju   | [ 6 ] |
| 2023      | The Secret Romantic Guesthouse | Kang San      | [ 7 ] |
| 2023      | Twinkling Watermelon           | Ha Eun-gyeol  | [ 8 ] |
| TBA       | The Starry Night               | Jinwoo        | [ 9 ] |

### Phim chiếu mạng
| Năm       | Tên phim                           | Vai             | Ref.   |
| --------- | ---------------------------------- | --------------- | ------ |
| 2018      | Doo–teob's Pretty Easy School Life | Kim Hak-jun     | [ 3 ]  |
| 2018      | Instant Romance                    | Jang Su-ho      | [ 10 ] |
| 2019      | In-Seoul                           | Yoon Seong-hyun | [ 11 ] |
| 2020      | The World of My 17                 | Yoo Jin-hyuk    | [ 12 ] |
| 2020      | In-Seoul 2                         | Yoon Seong-hyun | [ 13 ] |
| 2021      | Adult Trainee                      | Kim Nam-ho      | [ 14 ] |
| 2023      | Borrowed Body                      | Yoon Ho-young   | [ 15 ] |
| 2023–2024 | Death's Game                       | youngest PD     | [ 16 ] |
| 2025      | Weak Hero 2                        | Park Hu-min     | [ 17 ] |

### Chương trình truyền hình
| Năm  | Tiêu đề        | Vai          | Ref.              |
| ---- | -------------- | ------------ | ----------------- |
| 2019 | Creator Campus | Chính anh ấy | [ cần dẫn nguồn ] |

### Video âm nhạc xuất hiện
| Năm  | Tên bài hát  | Nghệ sĩ      | Ref.   |
| ---- | ------------ | ------------ | ------ |
| 2018 | "But I Must" | Kim Na-young | [ 18 ] |